# میلفرد میل (مریلند)
میلفرد میل (به انگلیسی: Milford Mill) شهری در ایالت مریلند کشور ایالات متحده آمریکا است که جمعیت آن در سرشماری سال ۲۰۱۰ میلادی، ۲۹٬۰۴۲ نفر بوده‌است.